# Voo China Northern Airlines 6901
O Voo China Northern Airlines 6901 foi um voo operado por um McDonnell Douglas MD-82 da China Northern Airlines, do Aeroporto Internacional da Capital de Pequim, para o Aeroporto Internacional de Ürümqi Diwopu em Xinjiang, China. Em 13 de novembro de 1993, ele caiu ao se aproximar do aeroporto de Ürümqi. Doze dos 102 passageiros e tripulantes a bordo morreram. O acidente foi atribuído a um erro do piloto.

## Acidente
Durante a aproximação final, o piloto automático se desconectou automaticamente. O capitão voltou a ativá-lo, acreditando que ainda estaria no modo APP. Quando ativado no entanto, o piloto automático entrou no modo Vertical Speed com uma configuração de -800 pés por minuto. A falha da tripulação em desconectar o piloto automático e pousar manualmente o avião contribuiu para o acidente. Outro fator foi a falta de proficiência em inglês da tripulação. Quando o sistema de alerta de proximidade de solo (GPWS) emitiu um alarme sonoro, o capitão perguntou a seu primeiro oficial o que significavam as palavras "Puxar para cima (Pull up)". O primeiro oficial respondeu que não sabia. Consequentemente, os pilotos ignoraram os avisos e falharam em corrigir sua excessiva taxa de descida, fazendo com que o avião atingisse fios de energia elétrica e uma parede antes de cair em um campo.